# クリス・モズデル
クリス・モズデル（Chris Mosdell, Christopher Mosdell、1949年11月9日 - ）は、イギリス出身、日本の京都府在住の詩人・作詞家・作曲家。日本と米国の永住権を持っている。クリス・モスデルは誤り。
エリック・クラプトン、ボーイ・ジョージ、菅野よう子、イエロー・マジック・オーケストラ（細野晴臣・坂本龍一・高橋幸宏それぞれのソロ楽曲含む）などの歌詞を担当。マイケル・ジャクソンとの共作をはじめ、映画音楽や舞台音楽など幅広い分野で作詞活動を展開。『東京音楽祭』において作詞部門の金賞、ユキハヤシ・ニューカーク詩人賞を受賞。日本社会党選挙用テーマソングの作詞をはじめ、『∀ガンダム』の挿入歌の作詞、『神々の指紋』の著者グラハム・ハンコックの展覧会における環境音楽を作曲。また、“Visic”（歌詞・映像・音楽からなる芸術）の提唱・推進者として今井裕のプロデュースによるアルバム『Equasian』を発表。東京国際大学教授として英語を教え、キン・シオタニは教え子である。
著書に『Ink Music:The Lyrics of Chris Mosdell』、『文字を知らぬ者たちの暴動』（思潮社）、『LAA...The Dangerous Opera Begins and The Yelp House Kantos』など。共著に谷川俊太郎との『気晴らし神籤』など。教材作品に『大学生のための英会話』、『A Fork in the Road』、『THE BEATLES -A Modern Way to Learn English through the Songs of the Beatles-』（金星堂）など。

## 出演

### テレビ番組
- ベストヒットUSA（2022年12月10日、BS朝日）[2]